# George M. Bibb

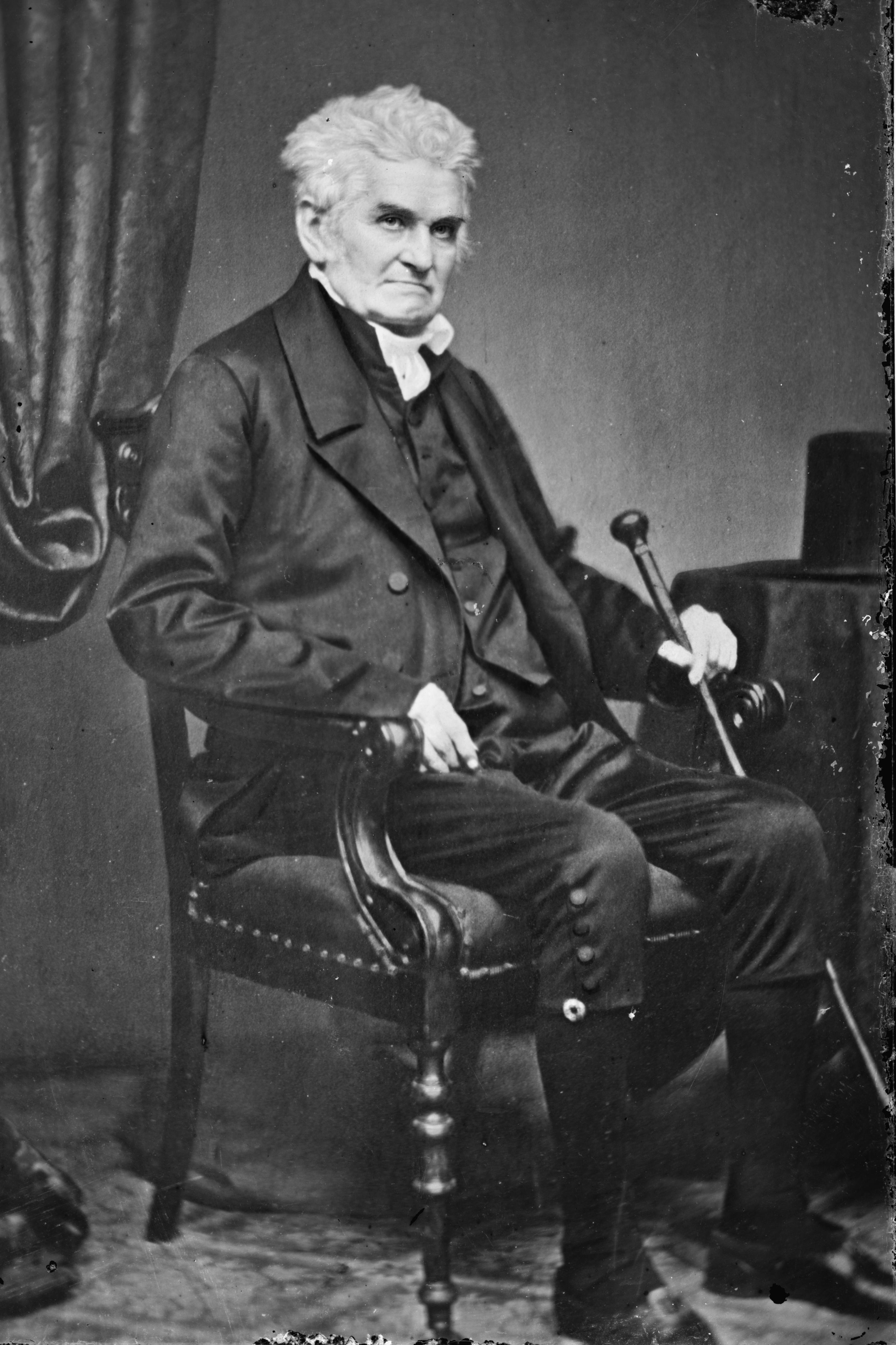
George M. Bibb

George Mortimer Bibb, född 30 oktober 1776 i Prince Edward County, Virginia, USA, död 14 april 1859 i Georgetown, Washington, D.C., var en amerikansk politiker.
Han avlade sin grundexamen vid College of William and Mary. Därefter studerade han juridik och inledde sin karriär som advokat i Virginia. Sedan arbetade han som advokat i Lexington, Kentucky. Han blev invald i Kentucky House of Representatives, underhuset i delstatens lagstiftande församling, 1806, 1810 och 1817. Han utnämndes 1808 till domare i appellationsdomstolen i Kentucky. Han var 1810 domstolens chefsdomare.
Han var ledamot av USA:s senat från Kentucky 1811-1814 och 1829-1835. Under den senare perioden var han senator för president Andrew Jacksons demokratiska parti. Han var ordförande för postutskottet 1829-1831.
Han var den fjärde finansministern under John Tylers mandatperiod som president. Efter den korta tiden som finansminister arbetade han som advokat i Washington och som rådgivare till justitieministern.